# Move (nummer van Jess & James)
Move is een Engelstalig lied van het Belgische duo Jess & James uit 1968. Het lied is geschreven door Wando Lam (Fernando Lameirinhas), Tony Lam (Antonio Lamerinhas) en Ralph Benatar en ze worden begeleid door de J.J. Band.
Het nummer verscheen aanvankelijk als B-kant van de single What Was I Born For in 1968.
In 1972 werd het gerelanceerd met als B-kant Something for Nothing.